# Rechnertechnik

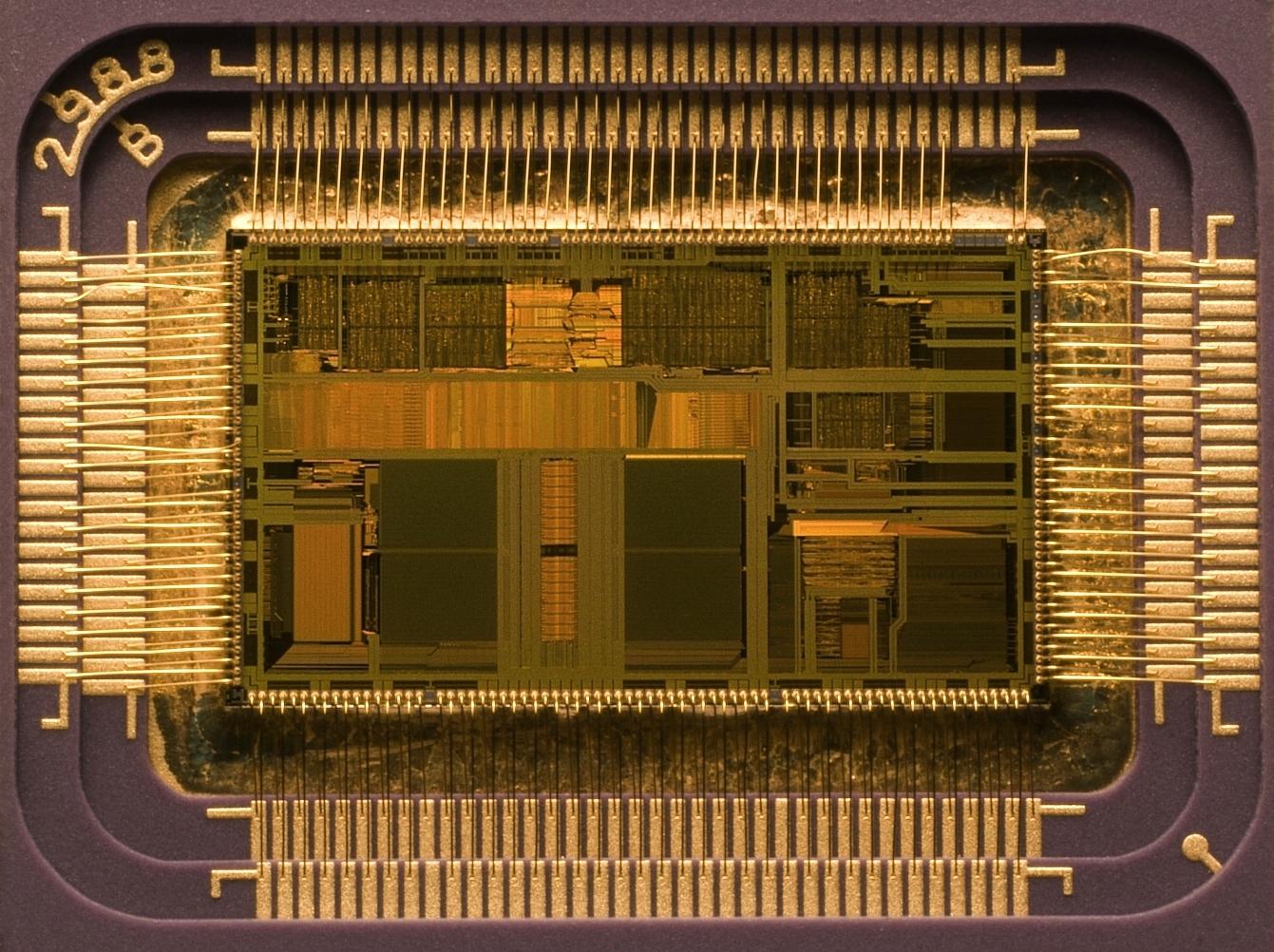
Integrierter Schaltkreis

Die Rechnertechnik (auch Computertechnik, englisch computer engineering) beschäftigt sich als technisches Fachgebiet mit der Konzeption von informationsverarbeitenden Anlagen, also Computern. Sie baut auf der Digitaltechnik und Mikroelektronik auf.
Die Hauptgebiete sind Rechnerarchitektur, Prozessorarchitektur, Speichertechnologien und die Mensch-Maschine-Schnittstelle.
Die Anwendungen reichen von Mikroprozessoren, über handelsübliche Mikrocomputer bis hin zu Supercomputern aber auch hardwarenahe Software in Betriebssystemen.
Die Rechnertechnik ist ein Bestandteil vieler Studiengänge (z. B. Informatik, Elektrotechnik, Automatisierungstechnik), vor allem aber der technischen Informatik.